# Kjell Jerselius
Kjell Jerselius, född 27 september 1945 i Stockholm, är en svensk regissör och filmvetare.
Jerselius tillhörde från 1973 och framåt redaktionen för filmtidningen Filmhäftet. Han studerade filmvetenskap för Rune Waldekranz och undervisade därefter i ämnet vid Stockholms universitet. Hans doktorsavhandling, Hotade reservat (1987), handlade om det svenska filmlustspelet med fokus på Edvard Persson.
Jerselius debuterade som regissör 1982 med TV-filmen Pilsner & piroger och långfilmsdebuterade året efter med Mot härliga tider. År 1991 regisserade han kortfilmen Å andra sidan.

## Filmografi
Manus
- 1982 – Pilsner & piroger
- 1983 – Mot härliga tider

Producent
- 1982 – Pilsner & piroger

Regi
- 1982 – Pilsner & piroger
- 1983 – Mot härliga tider
- 1991 – Å andra sidan

Roller
- 1982 – Pilsner & piroger
- 1997 – Svensson Svensson – filmen

### Fotnoter
1. 1 2  ”Kjell Jerselius”. Svensk Filmdatabas. http://sfi.se/sv/svensk-filmdatabas/Item/?type=PERSON&itemid=164513. Läst 16 maj 2013.
2. ↑  ”Mot härliga tider”. Svensk Filmdatabas. http://sfi.se/sv/svensk-filmdatabas/Item/?itemid=14554&type=MOVIE&iv=Basic&ref=/templates/SwedishFilmSearchResult.aspx?id%3d1225%26epslanguage%3dsv%26searchword%3dmot+h%C3%A4rliga+tider%26type%3dMovieTitle%26match%3dBegin%26page%3d1%26prom%3dFalse. Läst 16 maj 2013.